# Etherlords
Etherlords – gra komputerowa osadzona w realiach fantasy, stworzona przez rosyjskie studio Nival Interactive. Jest to strategia turowa z połączeniem gry karcianej w stylu Magic the Gathering. 

## Rozgrywka
Gra ma liniową fabułę, składającą się z szeregu pojedynków co coraz silniejszymi przeciwnikami. W trakcie gry gracz uzyskuje coraz większe możliwości, zwiększając swoją siłę magiczną i ucząc się nowych zaklęć.

### Rasy
W Etherlords występują cztery rasy:
- Kineci, których symbolem jest woda, a w ich szeregach występują dobre i złe istoty.
- Witalowie, wielbiący naturę i korzystający z jej dóbr. W ich szeregach walczą istoty takie jak kleszcze, drzewce czy pszczoły.
- Synteci, są częściowo metalowi. Ich bestie to mieszanina mięśni i metalu.
- Chaoci, to lud szamański, w którego szeregach walczą cyklopy, orkowie, koboldy i wilki. Władają ogniem i błyskawicami.

Każda rasa posiada specyficzne dla siebie zaklęcia, istoty, które może przywołać oraz uroki. Aby użyć każdej z tych zdolności, potrzebują eteru, czyli swoistej many, energii magicznej. Podczas walki, podzielonej na tury, wraz z kolejnymi turami gracze zyskują pasma eteru, które pozwalają im nabyć eter. Im więcej pasm, tym więcej eteru dany bohater może posiadać.

### Walka
W czasie walki gracz ma do różne rodzaje zaklęć:
- Zaklęcia – mają natychmiastowy, a zarazem jedynie chwilowy skutek po rzuceniu.
- Przywołania – tworzą istoty, które walczą po stronie ich twórcy. Przywołane istoty są nieaktywne w turze, w której je przywołano. Istoty, które zaatakują lub użyją jakiejś zdolności, najczęściej są zmuszone do odpoczynku do następnej tury swego pana. Odpoczywające istoty nie mogą blokować ataków na swego pana ani atakować, dopóki nie przejdą w stan gotowości.
- Uroki – wywierają ciągły efekt na grę dopóki nie zostaną usunięte.
- Artefakty – specjalne modyfikatory do walki. Najczęściej są ukryte w świecie gry, posiada je każda rasa i nie wymagają użycia eteru do aktywacji. Zamiast tego można ich użyć po określonym czasie od początku walki i każdego użycia. Zazwyczaj można ich użyć tylko kilka razy podczas walki.

Oprócz tego gracz ma określone zdolności, które wpływają na sposób gry.